# Liste des pièces de collection néerlandaises en euro
Une pièce de collection néerlandaise en euro est une pièce de monnaie libellée en euro et émise par les Pays-Bas mais qui n'est pas destinée à circuler.  Elle est principalement destinée aux collectionneurs.
Les monnaies de collection des Pays-Bas sont frappées par la Monnaie royale des Pays* 5 euro en argent - titre : 92,5 % - poids : 11,90 g - diamètre : 29 mm
- 10 euro en or - titre : 90,0 % - poids : 6,72 g - diamètre : 22,5 mm
- 20 euro en or - titre 90,0 % - poids : 8,5 g - diamètre : 25 mm
- 50 euro en or - titre 90,0 % - poids : 13,44 g - diamètre : 27 mm

## Pièces de5 euro
| - 2003 - 150e anniversaire de la naissance de Vincent van Gogh (1853 - 1890). |  | |
|                                                                               |  | - La pièce en argent représentant le peintre est inserée dans une pochette représentant une de ses célèbres peintures, un vase avec des tournesols. - Sur l'avers figure le portrait de la reine Béatrix, avec la légende BEATRIX et en filigrane KONINGIN DER NEDERLANDEN. - Sur le revers, la tête de Vincent van Gogh, avec la légende VINCENT et les dates 1853-2003 - Le texte GOD * ZIJ * MET * ONS * est repris sur la tranche de la pièce. - 1 100 000 exemplaires |
| - 2004 - pour l'élargissement de l'Union européenne | |
|                                                     | - Sur l'avers, le buste de la reine Béatrix, avec la légende BEATRIX KONINGIN DER NEDERLANDEN. - Sur le revers figure la valeur faciale 5 EURO, entourée des drapeaux des dix nouveaux membres de l'Union européenne - Le texte GOD * ZIJ * MET * ONS * est repris sur la tranche - Tirage : ??? exemplaires - œuvre du designer |
| - 2005 - het Vredes Vijfje, pour célébrer le 60e anniversaire de la fin de la Seconde Guerre mondiale | |
| | - Le 5 mai 1945, les Pays-Bas ont été libérés. Mais la libération des Indes néerlandaises a dû attendre la capitulation du Japon, le 15 août 1945. C'est la date officielle de la fin de la guerre dans le royaume des Pays-Bas. - Sur l'avers, le portrait de la reine Béatrix - Sur le revers, en grand, la valeur faciale de la pièce : un chiffre 5 - Tirage : 40 000 exemplaires - œuvre du designer Suzan Drummen |
| - 2006 - pour le 400e anniversaire de la découverte de l'Australie | |
|                                                                    | - Sur l'avers, le buste de la reine Béatrix devant différentes représentations du globe terrestre avec les routes maritimes menant aux Indes néerlandaises, avec la légende BEATRIX KONINGIN DER NEDERLANDEN. - Le revers montre la carte de l'Australie devant diverses lignes représentant des routes maritimes, la légende AUSTRALIE et la valeur faciale 5 EURO - Tirage : 500 000 exemplaires - œuvre du designer Irma Boom |

## Pièces de10 euro
| - 2002 - Mariage royal du prince Willem Alexander et de la princesse Maxima (2 février 2002). |  | |
|                                                                                               |  | - Sur l'avers figure le portrait de la reine Béatrix, avec la légende BEATRIX KONINGIN DER NEDERLANDEN. - Sur le revers, le profil des deux mariés se faisant face, avec la date TWEETWEETWEEDUISENDTWEE, la légende MAXIMA - WILLEM ALEXANDER et la valeur faciale en lettres TIEN EURO - Le texte GOD * ZIJ * MET * ONS * est repris sur la tranche de la pièce. |
| - 2003 - 150e anniversaire de la naissance de Vincent van Gogh (1853 - 1890). |  | |
|                                                                               |  | - Sur l'avers figure le portrait de la reine Béatrix, avec la légende BEATRIX et en filigrane KONINGIN DER NEDERLANDEN. - Sur le revers, la tête de Vincent Van Gogh, avec la légende VINCENT, les dates 1853-2003 et la valeur faciale 10 - Le texte GOD * ZIJ * MET * ONS * est repris sur la tranche de la pièce. |
| - 2004 - pour les 50 ans de statut de royaume des Pays-Bas pour les Pays-Bas, Aruba et les Antilles néerlandaises. |  | |
| |  | - Sur l'avers figure le portrait de la reine Béatrix, avec les légendes concentriques BEATRIX KONINGIN DER NEDERLANDEN, REINA DI REINO HULANDES et QUEEN OF THE NETHERLANDS. - Sur le revers, des fruits, avec la légende KONINKRIJKSSTATUUT, les dates 1954-2004, le nom des trois régions du royaume ARUBA - NEDERLANDS - NEDERLANDSE ANTILLEN et la valeur faciale en lettres TIEN EURO - Le texte GOD * ZIJ * MET * ONS * est repris sur la tranche de la pièce. |
| - 2004 - à l'occasion de l'élargissement de l'Union européenne aux 10 nouveaux membres. |  | |
|                                                                                         |  | - Sur l'avers figure le portrait stylisé de la reine Béatrix, avec la légende BEATRIX KONINGIN DER NEDERLANDEN. - Sur le revers, les initiales de tous les pays de l'Union européenne, D, DK, S, FIN, EST, LV, LT, PL, CZ, SK, H, SLO, CY, GR, A, I, M, P, E, F, IRL, GB, L, B, Nederland, la valeur faciale 10 EURO et le millésime 2004. |
| - 2006 - pour le 400e anniversaire de la découverte de l'Australie | |
|                                                                    | - Sur l'avers, le buste de la reine Béatrix devant différentes représentations du globe terrestre avec les routes maritimes menant aux Indes néerlandaises, avec la légende BEATRIX KONINGIN DER NEDERLANDEN. - Le revers montre la carte de l'Australie devant diverses lignes représentant des routes maritimes, la légende AUSTRALIE et la valeur faciale 10 EURO - Tirage : 3 500 exemplaires - œuvre du designer Irma Boom |

## Pièces de20 euro
| - 2004 - à l'occasion de la naissance de la princesse Amalia (7 décembre 2003). |  | |
|                                                                                 |  | - Sur l'avers figure le portrait stylisé de la reine Béatrix, avec la légende BEATRIX KONINGIN DER NEDERLANDEN et GROOTMOEDER VAN PRINSES AMALIA. - Sur le revers, la gravure du portrait de la jeune princesse avec la mention CATHARINA-AMALIA, la date de naissance 7-12-2003 la valeur faciale 20 EURO et le millésime 2004. |

## Pièces de50 euro
| - 2004 - à l'occasion de la naissance de la princesse Amalia (7 décembre 2003). |  | |
|                                                                                 |  | - Sur l'avers figure le portrait stylisé de la reine Béatrix, avec la légende BEATRIX KONINGIN DER NEDERLANDEN et GROOTMOEDER VAN PRINSES AMALIA. - Sur le revers, la gravure du portrait de la jeune princesse avec la mention CATHARINA-AMALIA, la date de naissance 7-12-2003 la valeur faciale 50 EURO et le millésime 2004. |